# Airapus novaeirlandiae
Airapus novaeirlandiae är en skalbaggsart som beskrevs av Vladimir Balthasar 1967. Airapus novaeirlandiae ingår i släktet Airapus och familjen Aphodiidae. Inga underarter finns listade i Catalogue of Life.